# Pompa molekularna
Pompa molekularna – rodzaj pompy próżniowej, wynalezionej przez Gaedego około roku 1916. 
Pompa ma szybko obracający się wał (kilkadziesiąt tysięcy obrotów na minutę), na który przez wlot pompy padają cząsteczki gazu, oraz odpowiednio wyżłobiony stojan, kierujący cząsteczki w stronę wylotu pompy. Szybki ruch obrotowy wału, przekładający się na duże prędkości liniowe na jego obwodzie (do kilkuset m/s, a więc porównywalny z prędkością cząsteczek gazów w temperaturze pokojowej) nadaje padającym cząsteczkom dodatkową prędkość w kierunku wylotu pompy. 
Pierwsze pompy molekularne były niewydajne i nie znalazły szerokiego zastosowania, choć osiągane próżnie dochodziły do 10-6 Tr. 
Jedynym wydajnym typem pompy molekularnej jest pompa ze śrubowo wyżłobionym stojanem, który niejako zwiększa szybkość pompowania. Pompa molekularna wymaga próżni wstępnej rzędu 0,1 Tr. Stosuje się ją rzadko, z uwagi na lepsze parametry pomp turbomolekularnych.